# هاينز بيغلر
هاينز بيغلر (مواليد 21 ديسمبر 1925) هو لاعب كرة قدم. يلعب مع منتخب سويسرا لكرة القدم. سبق له أن لعب في كأس العالم لكرة القدم مع منتخب بلاده.

## روابط خارجية
- هاينز بيغلر على موقع قاعدة بيانات كرة القدم.إي يو (الإنجليزية)
- هاينز بيغلر على موقع ناشيونال فوتبول تيمز (الإنجليزية)
- هاينز بيغلر على موقع Soccerway.com (الإنجليزية)
- هاينز بيغلر على موقع عالم كرة القدم.نت (الإنجليزية)